# Lettország az 1994. évi téli olimpiai játékokon
Lettország a norvégiai Lillehammerben megrendezett 1994. évi téli olimpiai játékok egyik részt vevő nemzete volt. Az országot az olimpián 6 sportágban 27 sportoló képviselte, akik érmet nem szereztek.

## Biatlon
Férfi
| Versenyző                                                      | Versenyszám      | Lövőhiba    | Időeredmény | Helyezés |
| -------------------------------------------------------------- | ---------------- | ----------- | ----------- | -------- |
| Aivars Bogdanovs                                               | 10 km sprint     | 6 (4+2)     | 33:52,0     | 66.      |
| Ilmārs Bricis                                                  | 10 km sprint     | 4 (2+2)     | 31:36,9     | 41.      |
| Oļegs Maļuhins                                                 | 20 km egyéni     | 4 (2+0+1+1) | 1:02:02,1   | 40.      |
| Gundars Upenieks                                               | 20 km egyéni     | 2 (1+0+0+1) | 1:00:26,5   | 19.      |
| Oļegs Maļuhins Ilmārs Bricis Aivars Bogdanovs Gundars Upenieks | 4 × 7,5 km váltó | 4+3         | 1:37:40,5   | 16.      |

Női
| Versenyző              | Versenyszám   | Lövőhiba    | Időeredmény | Helyezés |
| ---------------------- | ------------- | ----------- | ----------- | -------- |
| Ieva Cederštrēma-Volfa | 7,5 km sprint | 3 (1+2)     | 27:52,6     | 28.      |
| Ieva Cederštrēma-Volfa | 15 km egyéni  | 5 (1+2+1+1) | 57:03,8     | 30.      |

## Bob
| Versenyző                                                   | Versenyszám | 1. futam | 1. futam | 2. futam | 2. futam | 3. futam | 3. futam | 4. futam | 4. futam | Összesítés | Összesítés |
| Versenyző                                                   | Versenyszám | Idő      | Hely.    | Idő      | Hely.    | Idő      | Hely.    | Idő      | Hely.    | Idő        | Helyezés   |
| ----------------------------------------------------------- | ----------- | -------- | -------- | -------- | -------- | -------- | -------- | -------- | -------- | ---------- | ---------- |
| Zintis Ekmanis Aldis Intlers                                | Kettes      | 52,75    | 8.       | 53,42    | 13.*     | 53,20    | 12.      | 53,46    | 11.*     | 3:32,83    | 10.*       |
| Sandis Prūsis Adris Plūksna                                 | Kettes      | 53,31    | 18.      | 53,40    | 12.      | 53,35    | 17.      | 53,52    | 14.      | 3:33,58    | 16.        |
| Zintis Ekmanis Boriss Artemjevs Aldis Intlers Didzis Skuška | Négyes      | 52,49    | 17.      | 52,27    | 8.       | 52,55    | 12.*     | 52,50    | 9.       | 3:29,81    | 13.        |
| Sandis Prūsis Juris Tone Otomārs Rihters Adris Plūksna      | Négyes      | 52,67    | 22.      | 52,66    | 20.      | 52,69    | 18.      | 52,79    | 19.      | 3:30,81    | 19.        |

* - egy másik csapattal azonos eredményt ért el

## Gyorskorcsolya
Női
| Versenyző   | Versenyszám | Eredmény | Helyezés |
| ----------- | ----------- | -------- | -------- |
| Ilonda Lūse | 3000 m      | 4:47,75  | 25.      |

## Műkorcsolya
| Versenyző                      | Versenyszám  | Rövid program     | Rövid program | Rövid program | Kűr               | Kűr   | Kűr         | Összesítés         | Összesítés |
| Versenyző                      | Versenyszám  | Több. hely. száma | Hely.         | Hely. pont.   | Több. hely. száma | Hely. | Hely. pont. | Helyezési pontszám | Helyezés   |
| ------------------------------ | ------------ | ----------------- | ------------- | ------------- | ----------------- | ----- | ----------- | ------------------ | ---------- |
| Andrejs Vlaščenko              | Férfi egyéni | 6×22+             | 21.*          | 10,5          | 5×20+             | 20.   | 20,0        | 30,5               | 21.        |
| Jeļena Berežnaja Oļegs Šļahovs | Páros        | 8×9+              | 9.            | 4,5           | 5×9+              | 9.    | 9,0         | 13,5               | 8.         |

* - egy másik versenyzővel azonos eredményt ért el

## Sífutás
Férfi
| Versenyző      | Versenyszám         | Eredmény  | Helyezés |
| -------------- | ------------------- | --------- | -------- |
| Jānis Hermanis | 10 km               | 30:57,3   | 85.      |
| Jānis Hermanis | 15 km üldözőverseny | 50:57,5   | 72.      |
| Jānis Hermanis | 30 km               | 1:34:10,5 | 69.      |
| Jānis Hermanis | 50 km               | 2:36:11,1 | 61.      |

Női
| Versenyző     | Versenyszám | Eredmény  | Helyezés |
| ------------- | ----------- | --------- | -------- |
| Ineta Kravale | 5 km        | 17:21,5   | 61.      |
| Ineta Kravale | 15 km       | 49:37,7   | 52.      |
| Ineta Kravale | 30 km       | 1:38:41,8 | 48.      |

## Szánkó
| Versenyző                    | Versenyszám | 1. futam | 1. futam | 2. futam | 2. futam | 3. futam | 3. futam | 4. futam | 4. futam | Összesítés | Összesítés |
| Versenyző                    | Versenyszám | Idő      | Hely.    | Idő      | Hely.    | Idő      | Hely.    | Idő      | Hely.    | Idő        | Helyezés   |
| ---------------------------- | ----------- | -------- | -------- | -------- | -------- | -------- | -------- | -------- | -------- | ---------- | ---------- |
| Agris Elerts                 | Férfi egyes | 51,395   | 19.      | 51,777   | 20.      | 51,237   | 18.      | 51,584   | 18.      | 3:25,993   | 18.        |
| Juris Vovčoks                | Férfi egyes | 51,647   | 21.      | 51,794   | 21.      | 51,769   | 22.      | 51,738   | 22.      | 3:26,948   | 21.        |
| Iluta Gaile                  | Női egyes   | 49,973   | 17.      | 49,736   | 14.      | 49,636   | 16.      | 49,704   | 16.      | 3:19,049   | 17.        |
| Anna Orlova                  | Női egyes   | 49,301   | 10.      | 49,526   | 11.      | 49,297   | 5.       | 49,363   | 5.       | 3:17,487   | 9.         |
| Evija Šulce                  | Női egyes   | 49,795   | 15.      | 49,819   | 16.      | 49,625   | 15.      | 49,718   | 17.      | 3:18,957   | 16.        |
| Aivis Švāns Roberts Suharevs | Kettes      | 48,949   | 11.      | 48,918   | 10.      |          |          |          |          | 1:37,867   | 11.        |
| Juris Vovčoks Dairis Leksis  | Kettes      | 49,014   | 13.      | 49,201   | 13.      |          |          |          |          | 1:38,215   | 12.        |